# Погенешть (Васлуй)
Погенешть, Погенешті (рум. Pogănești) — село у повіті Васлуй в Румунії. Входить до складу комуни Стенілешть.
Село розташоване на відстані 298 км на північний схід від Бухареста, 34 км на схід від Васлуя, 67 км на південний схід від Ясс, 141 км на північ від Галаца.

## Населення
За даними перепису населення 2002 року у селі проживали 1188 осіб, усі — румуни. Усі жителі села рідною мовою назвали румунську.